# Họ Toại thể mộc
Họ Toại thể mộc (danh pháp khoa học: Crossosomataceae) là một họ thực vật nhỏ, bao gồm 3 chi chứa 8-10 loài cây bụi, chỉ sinh sống ở các vùng khô cằn ở tây nam Hoa Kỳ và México. Chúng có các lá đơn nhỏ sớm rụng, mọc so le hay mọc đối (chi Apacheria). Cụm hoa đơn độc, mọc ở đầu cành hay nách lá, có kích thước trung bình và cân xứng. Quả không chứa nhiều cùi thịt.

## Phân loại
Họ này chứa các chi sau:
- Apacheria
- Crossosoma
- Glossopetalon (bao gồm cả Forsellesia)